# El Salvador (Cuba)
El Salvador es un municipio cubano situado en la provincia de Guantánamo. Tiene un área total de 637 km² y una población de 42, 648 habitantes. Está enclavado al noroccidente de la provincia. Colinda al norte con el municipio Sagua de Tánamo en la Provincia de Holguín; al sur con los municipios de Guantánamo y de Niceto Pérez; al este con el municipio de Manuel Tames y al oeste con la provincia de Santiago de Cuba, municipios de Segundo Frente y Songo-La Maya.
Surgió con la división político-administrativa de 1976. Tras el triunfo de la Revolución en 1959 este territorio fue rebautizado en solidaridad con el país centroamericano.
En sus montañas se encuentran las ruinas de los cafetales plantados por franceses procedentes de Haití, declarados Patrimonio de la humanidad en el año 2000.